# بارش شهابی جوزایی
بارش شهابی جوزایی یکی از بزرگترین بارش‌های شهابی سالانه‌است که کانون بارش آن در صورت فلکی جوزا به نظر می‌رسد. این بارش شهابی، از زمانی که بشر آن را شناخته همیشه جز چند بارش شهابی بزرگ سال بوده و معمولاً بزرگ‌ترین بارش شهابی سال می‌شود و به همین دلیل هواداران زیادی دارد امّا گاهی جای خود را به بارش‌های شهابی دیگری چون برساوشی و ربعی می‌دهد. این بارش معمولاً در حدود روز ۱۶ ماه آذر آغاز می‌یابد و در روز ۲۳ ماه آذر به اوج می‌رسد و در روز ۲۷ ماه آذر پایان می‌یابد. نرخ ساعتی سرسویی اوج این بارش تا سال ۲۰۰۰ میلادی معمولاً به ۱۰۰ هم نمی‌رسید امّا پس از آن به‌طور غیر عادّی افزایش پیدا کرد و نرخ ساعتی سرسویی اوج این بارش پس از سال ۱۹۹۹ میلادی هرگز به زیر ۱۰۰ نرسیده‌است و حتی در سال ۲۰۰۳ میلادی نرخ ساعتی سرسویی این بارش به ۲۵۱٫۹ رسید که در نوع خود بی‌نظیر بوده‌است.
این بارش از معدود بارش‌های شهابی است که منشأشان دنباله‌دار نیست و سیّارک است. منشا این بارش سیّارک ۱۹۸۳TB یا فایتون ۳۲۰۰ است که به نظر برخی اخترشناسان نوعی جرم به نام دنباله‌دار خاموش است. چگونگی تولید شهاب‌ها به دست سیّارک‌ها تاکنون معّما باقی مانده‌است.
شهاب‌های این بارش قطر زیادی دارند و به همین دلیل این بارش شهاب‌های روشن زیادی دارد و آذرگوی‌ها در میان آنان فراوانند. سرعت میانگین شهاب‌های این بارش نسبت به سیّاره زمین در اوقات اوج بارش شهابی جوزایی معمولاً حدود ۳۵ کیلومتر بر ساعت است که برای یک بارش شهابی بزرگ سرعت کمی به‌شمار می‌آید. سیّارک ۱۹۸۳TB که منشا این بارش است سالی نجومی حدود ۱٫۴ سال دارد و در اوقات حضیضش با خورشید تنها در حدود ۲۱٬۰۰۰٬۰۰۰ کیلومتر با خورشید فاصله دارد که از نیم فاصله میانگین سیّاره عطارد با خورشید هم کم تر است. کوتاه بودن سال نجومی این سیّارک باعث می‌شود که توده ذرّات این بارش به تندی تقویت شوند و به همین دلیل نرخ ساعتی سرسویی اوج این بارش زیاد تغییر نمی‌کند.
نرخ ساعتی سرسویی اوج بارش شهابی جوزایی پس از سال ۱۹۹۸ میلادی:
| سال  | دوره فعال | اوج بارش  | نرخ ساعتی بارش |
| ---- | --------- | --------- | -------------- |
| ۱۹۹۹ |           |           | ۱۸۰            |
| ۲۰۰۰ |           |           | ۱۳۷            |
| ۲۰۰۱ |           |           | ۱۲۲٫۳          |
| ۲۰۰۲ |           |           | ۱۲۰            |
| ۲۰۰۳ |           |           | ۲۵۱٫۹          |
| ۲۰۰۴ |           |           | ۱۷۷            |
| ۲۰۰۵ |           |           | ۱۲۰            |
| ۲۰۰۶ | ۱۶-۲۶ آذر | ۲۳ آذر    | ۱۱۵            |
| ۲۰۰۷ |           | ۲۴ آذر    | ۱۲۲            |
| ۲۰۰۸ |           | ۲۴ آذر    | ۱۳۹            |
| ۲۰۰۹ |           | ۲۳ آذر    | ۱۲۰            |
| ۲۰۱۰ | ۱۶-۲۶ آذر | ۲۳ آذر    | ۱۲۷            |
| ۲۰۱۱ |           | ۲۳ آذر    | ۱۹۸            |
| ۲۰۱۲ | ۱۴-۲۷ آذر | ۲۳-۲۴ آذر | ۱۰۹            |
| ۲۰۱۳ | ۱۴-۲۷ آذر | ۲۴ آذر    | ۱۳۴            |
| ۲۰۱۴ | ۱۴-۲۷ آذر | ۲۳ آذر    | ۲۵۳            |